# 1636 en santé et médecine
| Années de la santé et de la médecine : 1633 - 1634 - 1635 - 1636 - 1637 - 1638 - 1639    |
| Décennies de la santé et de la médecine : 1600 - 1610 - 1620 - 1630 - 1640 - 1650 - 1660 |

## Événements
- Fondation de l'université Harvard par un vote de l'assemblée générale de la colonie de la baie du Massachussetts[1].

## Naissance
- 26 décembre : Justine Siegemund (morte en 1705), sage-femme à la cour des électeurs de Brandebourg[2], autrice en 1690 de Die Chur-Brandenburgische Hof-Wehemutter (« La Sage-femme de la cour[3] »).

## Décès
- 22 février : Santorio Santorio (né en 1561), médecin et inventeur italien[4].
- 6 mai : Nicolas Abraham de La Framboisière (né en 1560), médecin et conseiller du roi, médecin en chef des armées et professeur et doyen de la faculté de médecine de Reims[5],[6].
- 20 décembre : Louise Bourgeois (née en 1563), sage-femme connue pour avoir accouché la reine Marie de Médicis[7],[8].
- Michael Sendivogius (né en 1566), alchimiste et médecin polonais[9].